# Флетландія
«Флетландія» (англ. „Flatland: A Romance of Many Dimensions“) — науково-фантастичний роман Едвіна Ебботта, який вийшов у світ в 1884 році. Вважається корисним для людей, які вивчають, наприклад, поняття про інші просторові виміри або гіперпрострори. Як літературний твір роман цінується за сатиру на соціальну ієрархію Вікторіанського суспільства. Айзек Азімов у передмові до однієї з багатьох публікацій романа написав, що це «найкраще введення в спосіб сприйняття вимірювань, яке може бути знайдено».
За цією книгою було знято кілька фільмів, зокрема однойменний художній фільм 2007 року. Інші спроби були короткометражними або експериментальними фільмами, зокрема кінокартина Дадлі Мура, а також інший фільм з Мартіном Шином.

## Зміст

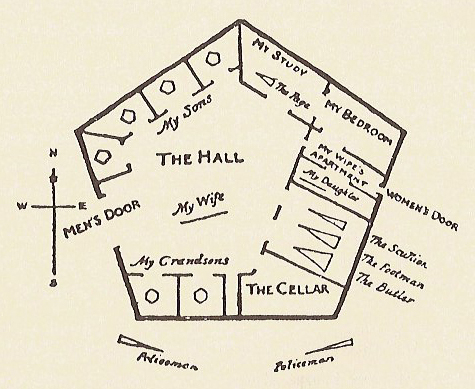
Власний будинок, яким побачив його Квадрат з третього виміру.

Дія роману відбувається у двовимірному світі під назвою Флетландія (англ. Flatland — Плоский світ). Безіменний оповідач, скромний квадрат (соціальна група джентльменів у Флетландії), показує читачеві різні сфери життя у двох вимірах. Квадрат бачить сон про відвідування одновимірного світу Лайнландії (англ. Lineland — Лінійний світ), і намагається довести неосвіченому монарху Лайнландії існування іншого виміру, але виявляє, що неможливо змусити його подивитися за межі своєї вічно прямій лінії.

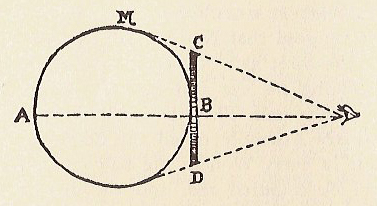
Сфера, з точки зору Квадрата — Окружність

Потім оповідача відвідує тривимірна сфера, суть якої він не може осягнути, поки не побачить Простір на власні очі. Ця сфера, яка залишається безіменною, відвідує Флетландію на початку кожного тисячоліття (за календарем флетландців щойно настав 2000 рік), щоб ознайомити нового апостола-флетландця з третім виміром, з надією нарешті переконати населення Флетландії в існуванні Тривимірного Простору. З безпечного Простору Сфера і Квадрат можуть таємно спостерігати за лідерами Флетландії, які на зборах Вищої Ради неофіційно визнають існування сфери і наказують вгамувати будь-якого флетландця, який стане проповідувати правду про Простір і третій вимір. Після проголошення ухвали багатьох свідків було наказано ув'язнити або стратити.

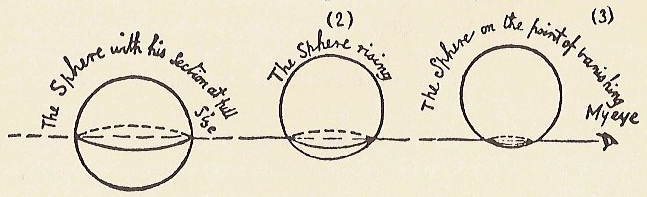
Незбагненна Квадратом таємниця третього виміру на прикладі проходження сфери через площину. Герой спостерігає зменшення Кола до точки і її зникнення

Після того, як Квадрат починає явно сприймати новий для нього вимір, він намагається переконати Сферу в теоретичній можливості існування четвертого (п'ятого, шостого тощо) просторового виміру. Тривимірна Сфера, ображена цією гіпотезою, із ганьбою повертає свого учня назад, у Флетландію.
Потім Квадрату сниться, що Сфера відвідує його знову, щоб представити йому Пойнтландію (англ. Pointland — Точковий світ). Точка (єдиний мешканець, монарх і Всесвіт, в одній особі) сприймає будь-яку спробу зв'язку з ним як власну думку в своєму Всемогутньому розумі. (див. Соліпсизм)
Квадрат визнає зв'язок між невіглаством монархів Пойнтландії і Лайнландії зі своїм власним попереднім невіглаством, а також невіглаством Сфери при запереченні існування інших вимірів. Коли Квадрат повернувся до Флетландії, йому неймовірно важко переконати будь-кого в існуванні Тривимірного Простору, особливо після заяви офіційних осіб, що проповідування «брехні трьох вимірів» буде каратися довічним ув'язненням (або стратою, залежно від статусу в суспільстві). У підсумку, Квадрата садять у в'язницю саме з цієї причини, звідки він і веде розповідь.

## Соціальна ієрархія
Становище індивіда на соціальній драбині Флетландії залежить від кількості кутів у цього індивіда.
На нижній сходинці стоять жінки, які не мають кутів і виглядають лінією з круглим потовщенням на кінці — «оком». Далі йдуть трикутники, що мають мінімальну кількість кутів і є солдатами. Далі слідують квадрати, п'ятикутники, шестикутники, які посідають все вище становище в суспільстві, аж до (майже) кіл, що мають величезну кількість кутів і перебувають на найвищих постах країни.

## Сферландія
Натхненний Флетландією, нідерландський математик Діоніс Бюргер (1892—1987) написав продовження — роман «Сферландія».